# مائو مارسلو

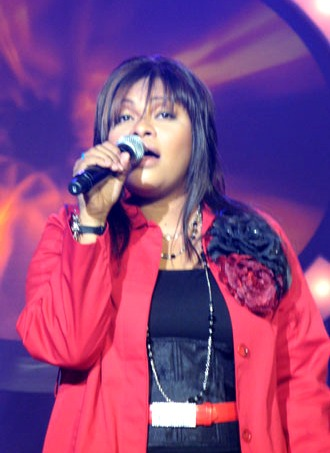

مورین " مائو " فلورس مارسلو (متولد ۱۳ مه 1980) یک خواننده و آهنگساز فیلیپینی است که به عنوان اولین برنده فیلیپین آیدل در سال ۲۰۰۶ به شهرت رسید. او در این مسابقه برای آوازهای سبک آراَندبی معاصر خود با عنوان " Soul Idol" و "The Black Belter" شهرت گرفت. او همچنین به دلیل اجرای تحسین‌برانگیز «الماس‌ها همیشه هستند» توسط شرلی باسی در هفته فیلم و تم موزیکال «دیوای الماس فیلیپین» نامیده شد.